# Fastnet (fyr)
Fyrstation på Fastnet Rock, "irl: Carraig Aonair (ensam klippa)", en klippö och Irlands sydligaste punkt.
Den första fyrbyggnaden stod klar 1854 och var en stålkonstruktion med ett murat innertorn. Efter några år insåg styrelsen vid Commissioners of Irish Lights att det sätt fyren byggts på inte var tillräckligt starkt och förstärkningar med hjälp av ett yttre lager stålplåt gjordes. Detta arbete var klart 1868.
När fyren Calf Rock, med samma sorts konstruktion som Fastnet, gick av på mitten i en storm 1881 ansåg styrelsen att en granitfyr skulle uppföras eftersom positionen på stationen var så viktig. I juni 1904 stod äntligen det nya tornet klart och med en rovoljelampa varnades sjöfarten för klippan. I maj 1969 installerades elektriskt ljus på 49m höjd över havet med en styrka på 2.500.000 candela som, än idag syns 28 nautiska mil.
Fyren är inte bara en varning utan även ett välkommet motiv för seglare i tävlingen Fastnet Race.